# 送餐機器人

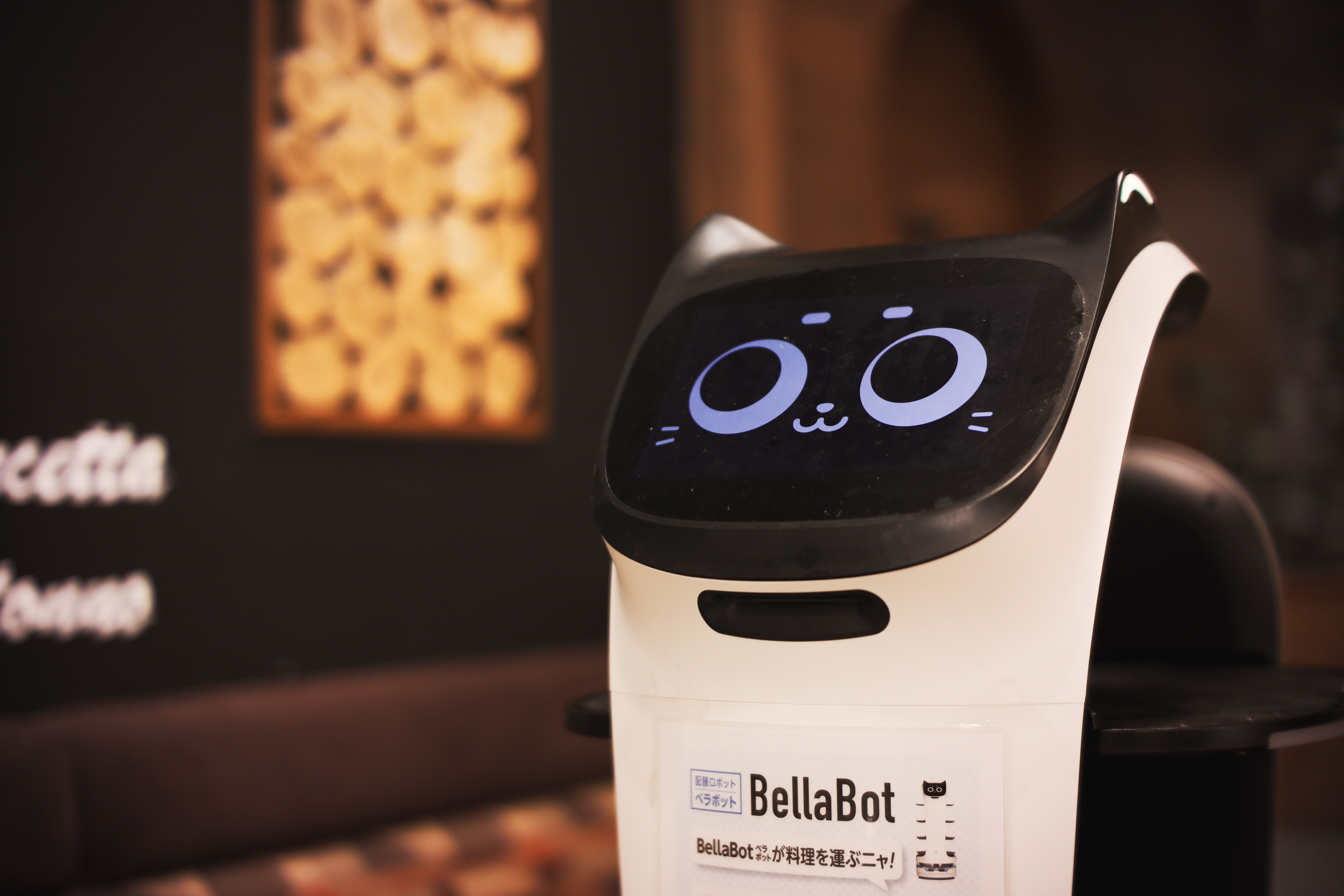
日本餐厅的貓型送餐機器人。

送餐機器人是一種服務型機器人。這種機器人除了會把點好的餐點，從餐廳的厨房送到顧客桌上外，還會帶走顧客吃完的剩菜餐盤。送餐機器人起初在2010年代中期於中國出現，在2019年2019冠状病毒病疫情期间，送餐機器人開始在各地快速普及，以避免接客涉及的人際接觸。儘管送餐機器人主要用於餐廳，其他非餐廳場所，比如醫院，也會利用送餐機器人運送其他物品。

## 機能

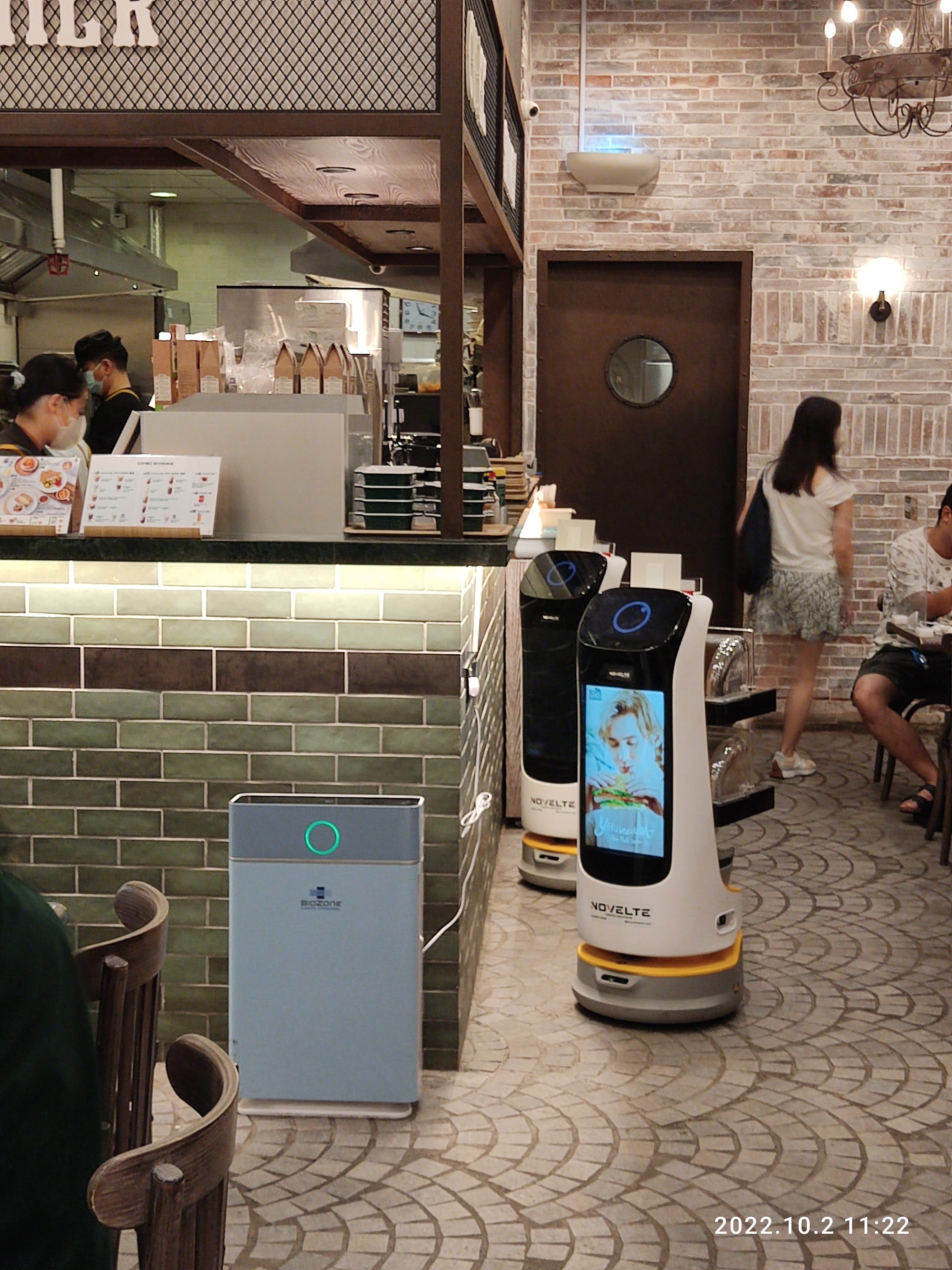
香港將軍澳廣場的送餐機器人

送餐機器人的主要功能，就是把廚房做好的料理送到顧客手上。機器人會在餐廳員工指定送餐地點後，把廚房做好的餐點，送到顧客的座位上。有時候，人類會負責把到送到客人座位旁的餐點交給客人。在部份旅館，送餐機器人只用於內場工作。員工則在外場為顧客提供餐點。
送餐機器人也能用來收拾飯後剩盤。顧客需要像送餐時的服務員那樣，把盤子放到機器人上。
送餐機器人通常可以自行移動。除了有藉著地板上磁带運送碗盤的機器人外，也有透過相機或光學雷達描繪室內動線、並以SLAM機制推定自身位置的機器人。工廠的搬運機器人，一般而言都已經配置好既定動線；所以只要在地板上好磁帶，就足以引導機器人。但在餐廳，除了會因為水洗地板導致磁帶剝落外、人流也不太固定。也因此擁有SLAM機制送餐的機器人效率更好。部份送餐機器人則使用攝影機確認位置：只要在天花板貼上貼紙，此類機器人就能透過紅外線反射來確認位置。這種機器人還配備超音波感測器來偵測障礙物。
部份送餐機器人能與餐桌上的平板電腦結合，並接收顧客訂單。。部份機器人還有簡易的情感表達功能。

## 導入目的
餐廳導入送餐機器人目的通常有以下三點：
- 提高服務品質：員工可以將本來要送餐的時間，專注於烹飪和顧客服務[10]。
- 提高生產力：提昇送餐效率可提高翻桌率（回転率）[10]。
- 解決缺工：確保勞動力穩定[10]。

## 運用上的挑戰
與其他機器人一樣，送餐機器人無法在有許多台階的地板上正常工作。由於運送過程中，湯類製品可能會溢出，因此需要盡可能減少地板的高低差。送餐機器人在通行地板接縫處的金屬部位時，也會因為引起振動而使效果大打折扣。
店舖有需要足夠空間，才能讓機器人能行走。因此，位於大樓內的狹窄店舗、或通道蜿蜒的商店，很難導入機器人。
在玻璃較多的地方、送餐機器人搭載的傳感器所發出的光，由於會穿過透明的玻璃，因此在檢測障礙物等，時可能無法正常工作。
在顧客座位少的店舗，由於幾乎沒有送餐機器人操作的空間，即使導入也沒有什麼效果。
也有人批評送餐機器人普及，對過敏等需要特別對應的顧客，相當不方便。在人類接待顧客時，顧客可以詢問餐點食材相關問題；但送餐機器人通常無法回答此類詢問。

## 歷史

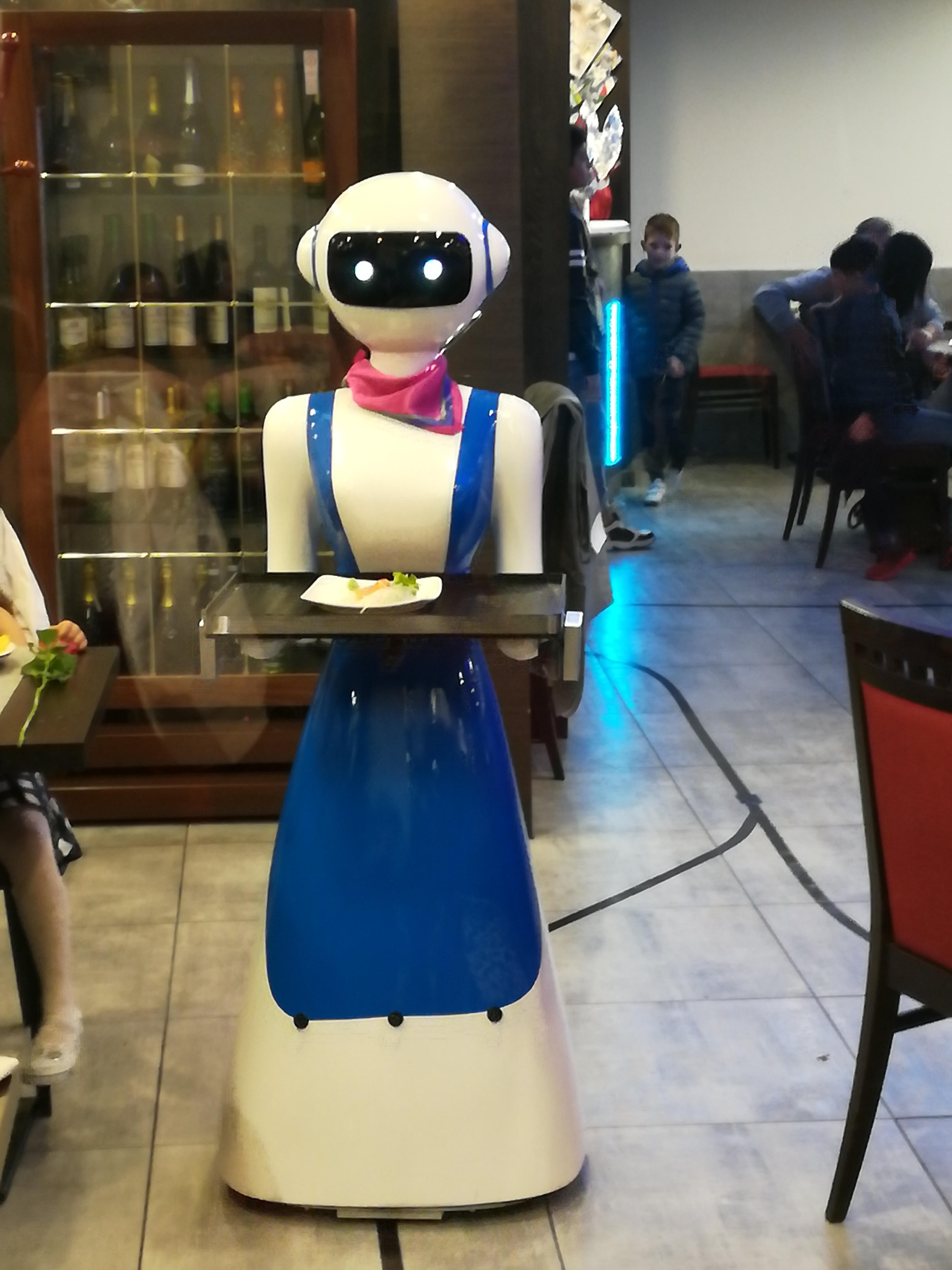
義大利拉帕洛的送餐機器人

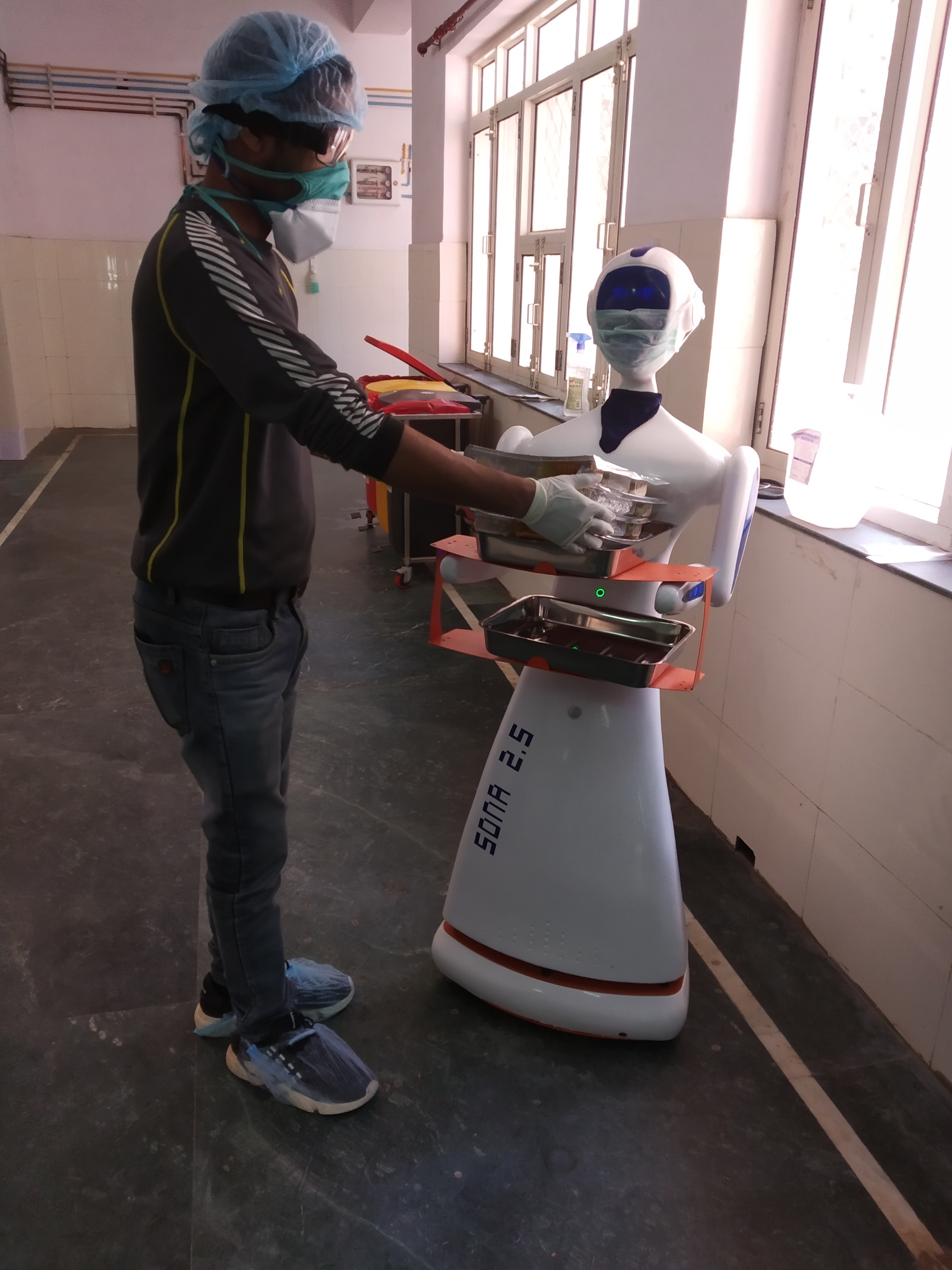
位於齋浦爾醫院的機器人在新冠肺炎大流行中代替人類運送餐點。

儘管在很久以前，就已經有餐廳零星嘗試使用送餐機器人；但直到2016年左右，世界各地才開始關注自動化工作。。然而出於「技術限制、還有融合以人為本的銷售營運的困難」，普及速度相當遲緩。在2019年以前，導入送餐機器人的主要目的，是減輕員工的負擔、或提供機器人送餐的新穎體驗。
改變先前情況、令送餐機器人廣為接受的契機之一，為2019年的新冠肺炎大流行：世界各地的醫院，為了能把餐點送給被隔離的確診者，而開始活用沒有接觸感染風險的送餐機器人。餐廳為減少顧客提供服務時，人與人之間的接觸，也開始廣泛引入。
一如新冠肺炎流行前，人們也關注導入機器人、以減緩缺工問題的可能性。

### 中國的市場發展

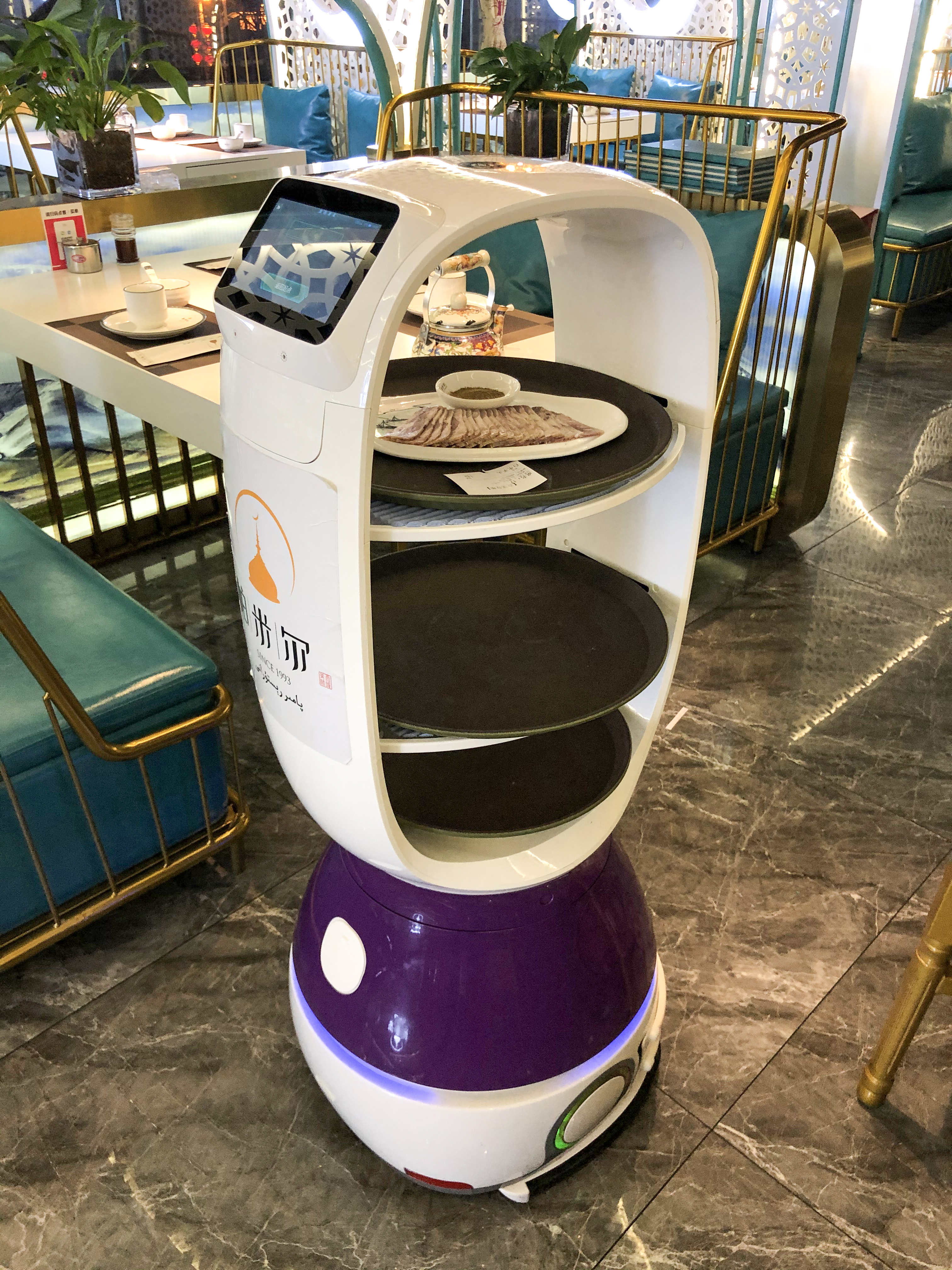
中國北京的送餐機器人

#### 初期展開
中國很早就有導入服務機器人、市場成長也相當迅速。2014年8月，一家使用機器人提供服務與烹飪的餐廳「天外客机器人餐庁」在崑山市開業。中国的穿山甲机器人公司從2013年，就著手開發服務機器人；在2016年末，穿山甲机器人在200個以上的城市，提供了約1000台送餐機器人。穿山甲机器人的開發方針並不是像日本那樣，從一開始就弄出以高科技處理各種動作的機器人；而是先開發以拿起盤子並移動到顧客所在地，並把盤子降到桌子上的動作。
2016年創業的普渡科技所開發的貓形送餐機器人BellaBot，截至2023年10月為止，全球賣出六萬台。這包括了日本雲雀餐飲集團在2022年引入的3000台。只需將食物放在BellaBot上、並輸入桌號，即可指示機器人提供餐點。。四層托盤最多可承載40公斤。當顧客的餐點送到顧客座位時，放置盤子的托盤會發出藍光，提示顧客拿起盤子。。顯示器也具有簡單的情緒表達功能：如果撫摸貓耳附近，機器人就會表現出現快樂的表情。。機器人擁有大約20種不同的表情，並且還會在顧客的生日時，一邊唱歌一邊送生日蛋糕。。
2018年11月，「京東X未來」餐廳於天津市開店。餐點從烹飪到上菜，全部都由機器人完成。。這間餐廳的機器人，能在機器人的螢幕上秀出微笑。

#### 2019冠状病毒病期间
隨著2019冠状病毒病疫情到來，中國使用的的非接觸式機器人服務開始「一下子就開花結果」（一気に花開いた）。醫院等疑似確診的隔離場所，開始採用送餐機器人；飯店也開始活用服務機器人。。
直到 2020 年中，中國餐廳被認為是使用服務機器人最多的地方。。中国的擎朗科技開發的AI送餐機器人PEANUT，也在當時的全世界賣出7000台。

### 日本的市場發展

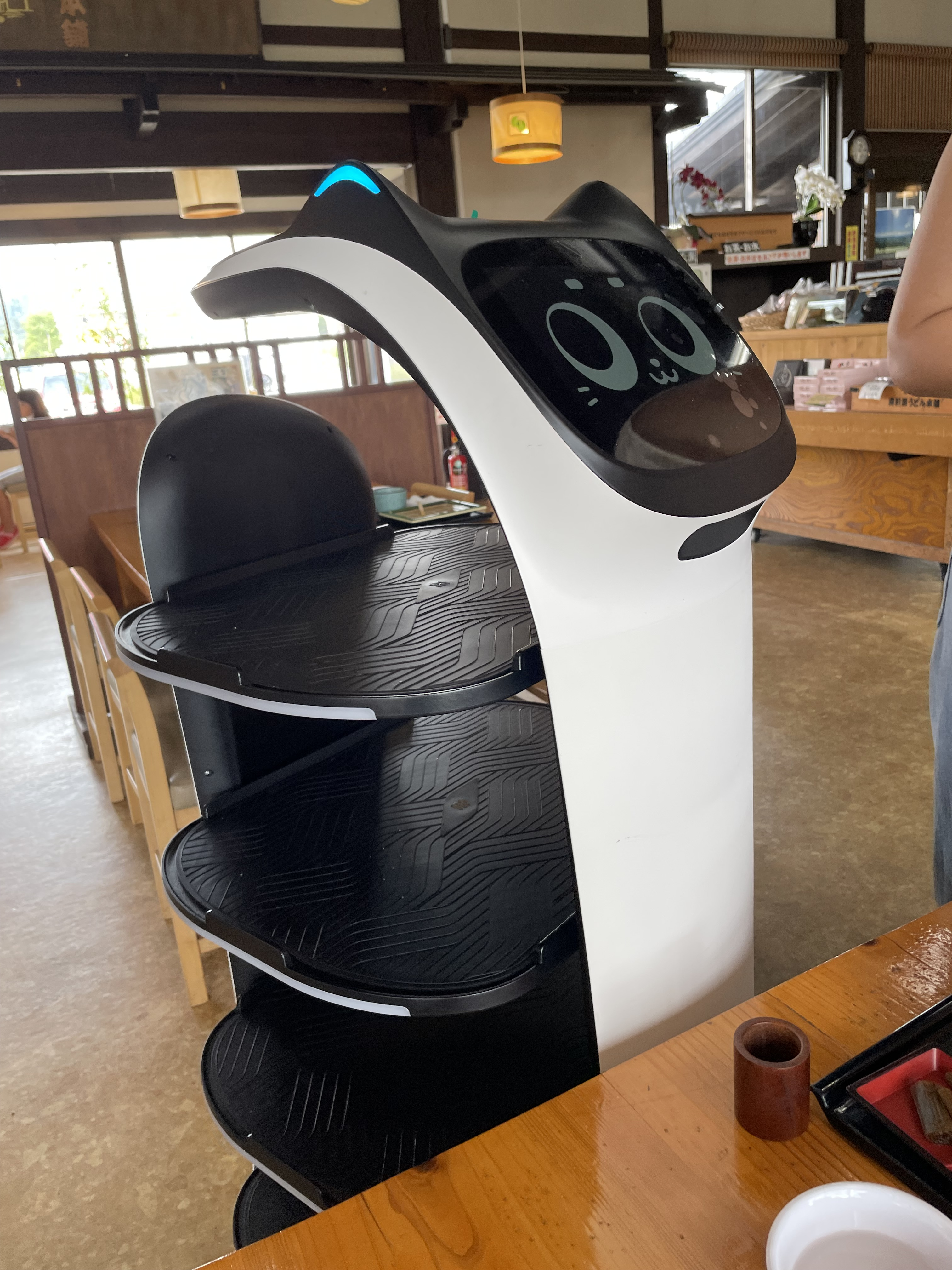
運作中的送餐機器人

2018年3月，東京中城日比谷的Q CAFE by Royal Garden Cafe導入了其與夏普共同開發的送餐機器人。這種自走式機器人，首先會預先登記店內地圖，然後利用內建的紅外線感測器感知周圍情況，並藉此行動。。

#### 2019冠状病毒病期间
2019冠状病毒病疫情後、日本餐廳開始導入送餐機器人，以作為避免3密、盡可能減少人與人之間接觸的手段。2020年中，新冠肺炎感染者開始增加，公眾開始對利用服務機器人控制傳染病產生興趣，對開發此類機器人的公司詢問也急速增加。2020年4月，定楽屋居酒屋開始導入中國擎朗科技所開發的送餐機器人PEANUT。同年7月，土間土間與三笠会館經營所經營的居酒屋THE GALLEY SEAFOOD & GRILL也導入了PEANUT。三笠会館為了消解自助餐的人潮而を導入的PEANUT，成本為一台約200萬日圓。

### 其他地方
韓國最大配送程式「配送的民族」（配達の民族）的開發公司Woowa Brothers開發了送餐機器人Dilly；並自2018年6月起，在天安市新世界百貨的美食街試行佈署該送餐機器人。2019年11月、也有大學利用 Dilly 在校區進行戶外送餐測試。。韓國半導体企業Vision Semicolon在2019年開展智慧咖啡館業務、並開發對應的送餐機器人。
有印度醫院導入送餐機器人，以便不靠人手，就將食物或藥品送到新冠肺炎確診者手上。新加坡也有此類嘗試。
從 2021 年左右開始，引入送餐機器人的美國餐廳也開始增加。。

## 外部連結
- 维基共享资源上的相關多媒體資源：送餐機器人